# シンコニジン
シンコニジン (英: cinchonidine) はアルカロイドに分類される有機化合物である。有機合成化学において不斉合成で用いられる。シンコニンの立体異性体または疑似エナンチオマーである。